# Xã Harmony, Quận Forest, Pennsylvania
Xã Harmony (tiếng Anh: Harmony Township) là một xã thuộc quận Forest, tiểu bang Pennsylvania, Hoa Kỳ. Năm 2010, dân số của xã này là 666 người.